# Фаитири

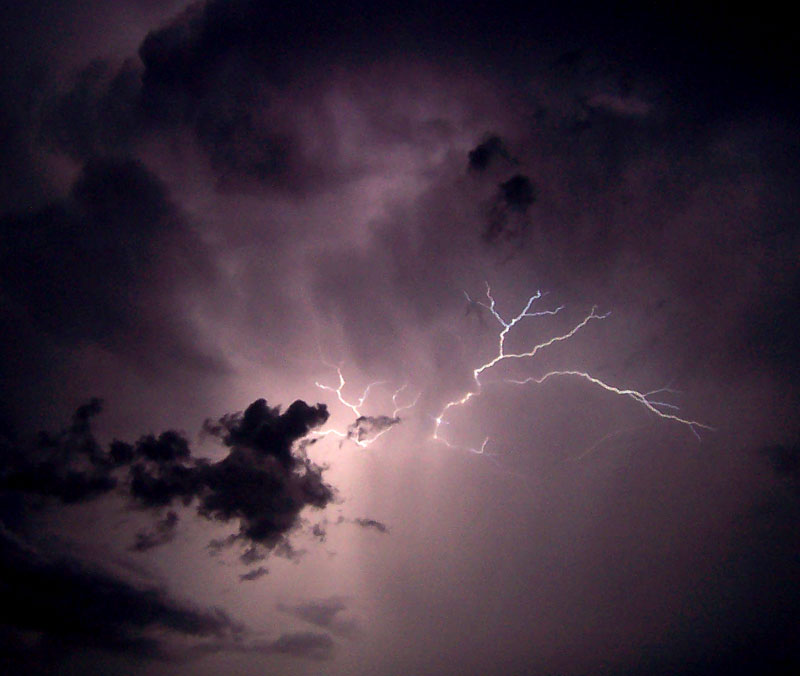
Гром и молния - атрибуты богини Фаитири

В мифологии маори, Фаитири — богиня, олицетворяющая гром, бабушка Тафаки и Карихи. Фаитири — внучка Те Канапу, праправнучка Те Уира, олицетворяющих молнию. В мифологии маори также есть бог грома Тафириматеа.

## Брак с Кайтангатой
Фаитири - грозная богиня, склонная к каннибализму. Когда она услышала о смертном по имени Кайтангата (обозначающее людоед), богиня сразу же решает выйти за него замуж. Она спускается на землю и Фаитири и Кайтангата сочетаются браком, но богиня разочаровывается, узнав, что её муж на самом деле - добрый и мягкий человек. Фаитири убивает свою любимую рабыню Анонокию, вырезает её сердце и печень и преподносит их в дар Кайтанаге. Мужчина страшится дара грозной богини.
Кайтангата - труженик, проводящий много времени на рыбалке, чтобы прокормить свою семью. К его несчастью, он не смог научиться изготавливать рыболовные крючки, поэтому большая часть рыбы уходит от него. Фаитири подарила ему острый крючок, на который он ловит морского окуня. Фаитири преподнесла эту рыбу в дар богам. Фаитири быстро устала от однообразной пищи, и когда её муж отправился на рыбалку, она взяла сети и поймала в них двоих родственников Кайтангаты. Когда муж вернулся с рыбалки, богиня попросила его произнести молитвы, которые используют при подношении человеческой плоти богам. Кайтангата не знает их, и Фаитири пытается сделать все сама, хотя и не знает молитв. Она бормочет невнятные слова перед приготовлением жертв, режет тела и проглатывает их на глазах у всех жителей деревни, оставляя только кости.
Позже Кайтангата делает из их костей рыболовные крючки и отправляется рыбачить. Он ловит окуня и отдает его Фаитири. Он не сказал ей, что сделал крючки из костей своих родственников, она съедает рыбу, не подозревая о том, что она пронизана тапу (священный дух) от двоих убитых ей мужчин. Файтири постепенно слепнет. Сначала она не догадывается о причинах слепоты, но затем одна женщина из мира мертвых рассказывает, в чём дело.

## Возвращение на небо
Однажды Фаитири услышала, как её муж разговаривал о ней с незнакомцами. Она обиделась, когда услышала, что её кожа подобна ветру, а сердце - холодное как лёд. В другой раз она оскорбилась, когда Кайтанага стал жаловаться, что их дети ходят грязными. Она отвечает мужу, что не может стирать, поскольку она - священное существо с небес и впервые признается ему, что её имя - гром. Она отправляется обратно на небеса, предрекая, что однажды её потомки последуют за ней. Она исчезает на облаке, оставляя на земле своих детей, в том числе Хему.

## Встреча с внуками
Пророчество исполнилось, когда Тафаки и Карихи, сыновья Хемы отправились на небо. На пороге небес они увидели свою ослепшую бабушку Фаитири, пересчитывавшую клубни батата, ставшего её единственной пищей.  Братья начали дразнить богиню, утаскивая клубни и сбивая её со счета. В конечном счёте, они раскрыли себя и вернули ей зрение. В ответ, она дала им советы по поводу того, как забраться на небо. Карихи пробует первым, но ошибается при попытке залезть на небо по лозе (aka taepa). Ветер небес сносит его, и он разбивается насмерть. Тафаки забирается по другой, основной, лозе (aka matua), произносит молитвы и достигает высочайшего - десятого неба. Там он узнает множество заклинаний от Тама-и-уахо и женится на Хапаи; у них рождается сын.

## Ферма Фаитири Стейшн
Ферма Фаитири Стейшн (англ. Waitiri Station) - крупное хозяйство в районе Отаго Новой Зеландии, названное в честь шумных вод реки Каварау.